# Somatochlora viridiaenea
Somatochlora viridiaenea är en trollsländeart. Somatochlora viridiaenea ingår i släktet glanstrollsländor, och familjen skimmertrollsländor.

## Underarter
Arten delas in i följande underarter:
- S. v. atrovirens
- S. v. viridiaenea